# Ein ungefärbt Gemüte, BWV 24

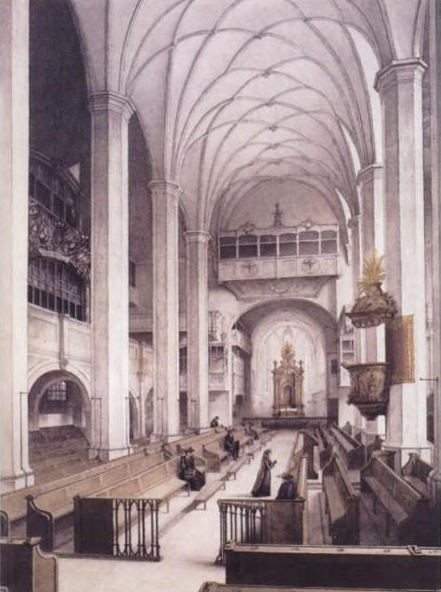
Thomaskirche, Leipzig.

Ein ungefärbt Gemüte, BWV 24 (Una conciencia sin mancha) es una cantata de iglesia escrita por Johann Sebastian Bach en Leipzig para el cuarto domingo después de la Trinidad y fue estrenada el 20 de junio de 1723. Es la tercera cantata de su primer ciclo anual. El título literalmente dice "Una mente incolora", pero ha sido traducido más libremente, por ejemplo como "Una mente sin mancha", "Una conciencia sin mancha", "Una intención no disimulada" y "Una mente poco sofisticada".

## Historia
Bach compuso esta cantata para el cuarto domingo después de la Trinidad y fue estrenada el 20 de junio de 1723, tres semanas después tomó posesión del cargo de Thomaskantor en Leipzig con Die Elenden sollen essen, BWV 75. Bach había empezado a componer una cantata prácticamente para cada domingo y festivo del año litúrgico, un proyecto que Christoph Wolff describió como "una empresa artística de la mayor escala".
Parece probable que Bach interpretara en el mismo servicio también la cantata anterior Barmherziges Herze der ewigen Liebe, BWV 185, compuesta para la misma ocasión en Weimar en 1715. Había presentado cantatas en dos partes en los tres domingos anteriores, las nuevas obras Die Elenden sollen essen, BWV 75 y Die Himmel erzählen die Ehre Gottes, BWV 76, y la anterior Ich hatte viel Bekümmernis, BWV 21. En el cuarto domingo seguramente interpretó una cantata antes del sermón y otra después del mismo. Conforme a Christoph Wolff, probablemente la nueva pieza en primer lugar.

## Análisis

### Texto
Las lecturas establecidas para ese día eran de la epístola a los romanos, "porque el anhelo ardiente de la creación es el aguardar la manifestación de los hijos de Dios" (Romanos  8:18-23), y del evangelio según San Lucas, la exhortación a "ser misericordioso" y "no juzgar" del sermón de la montaña (Lucas 6:36-42).
Probablemente Bach no hubiera encontrado aún un poeta en Leipzig. Utilizó un texto de cantata que Erdmann Neumeister había publicado en 1714 en la colección Geistliche Poesie mit untermischten Biblischen Sprüchen und Choralen (Poesía espiritual con citas bíblicas y corales insertados). En una composición de simetría, Neumeister situó en el centro una cita del sermón de la montaña del evangelio según San Mateo, "Por tanto todo lo que queráis que los hombres hagan con vosotros, así también haced vosotros con ellos; porque esto es la ley y los profetas." (Mateo 7:12). Esta va enmarcada por dos recitativos, y a su vez, estos por dos arias. El tema del primer recitativo es "Die Redlichkeit ist eine von den Gottesgaben" (La sinceridad es uno de los dones de Dios). En contraste, el tema del segundo es "Die Heuchelei ist eine Brut, die Belial gehecket." (La hipocresía es una bestia escupida por Belial). La poesía sobre "Der Christen Tun und Handel" (Actos y conducta de los cristianos), destacando "Treu und Güte" (Verdad y bondad), recibió críticas por ser "demasiado didáctica". Gillies Whittaker la describió como "afirmaciones secas, didácticas y denuncias crudas de los defectos de la humanidad". La cantata se cierra con la primera estrofa del himno "O Gott, du frommer Gott" escrito por Johann Heermann en 1630.

### Instrumentación
La obra está escrita para tres solistas vocales (alto, tenor y bajo) y un coro a cuatro voces; clarino, dos oboes, dos oboes d'amore, dos violines, viola y bajo continuo.

### Estructura
Consta de seis movimientos.
1. Aria (alto): Ein ungefärbt Gemüte
2. Recitativo (tenor): Die Redlichkeit ist eine von den Gottesgaben
3. Tutti: Alles nun, das ihr wollet
4. Recitativo (bajo): Die Heuchelei ist eine Brut
5. Aria (tenor): Treu und Wahrheit sei der Grund
6. Coral: O Gott, du frommer Gott

En su composición, Bach subraya el peso de la cita bíblica central asignándosela al coro, y orquestando los recitativos y arias que la enmarcan con una acompañamiento reducido.
1. Ein ungefärbt Gemüte
En la primera aria, Ein ungefärbt Gemüte (Una conciencia sin mancha), la parte obbligato es interpretada por los violines y la viola al unísono y recuerda a la parte vocal. Según John Eliot Gardiner, Bach evoca así una "mente sin mancha". Julian Mincham señala la "melancólica y sombría calidad de sonido" de la cuerda al unísono.
2. Die Redlichkeit ist eine von den Gottesgaben
El siguiente recitativo, Die Redlichkeit ist eine von den Gottesgaben (La rectitud es un don de Dios), que es llamado un "mini-sermón ejemplar por derecho propio", es secco y finaliza en un arioso. Aquí, como en la primera obra para la misma ocasión, BWV 185, Bach muestra el efecto de espejo de las palabras, "Mach aus dir selbst ein solches Bild, wie du den Nächsten haben willt!" (¡Haz de ti mismo una imagen, como te gustaría que fuera tu vecino!) mediante la imitación de la voz y el continuo. Esta frase es tocada en tres ocasiones.
3. Alles nun, das ihr wollet
El movimiento coral central, Alles nun, das ihr wollet (Lo que deseáis que los demás hagan por vosotros), es "un potente coro que constituye el núcleo de la cantata" que se divide en dos secciones: el texto completo es tocado una vez en forma libre y después como una fuga, comparable al concepto de preludio y fuga. Los dos oboes doblan a la cuerda, el clarino toca una voz independiente. El preludio está formado por tres secciones simétricas. La fuga, una doble fuga marcada como vivace allegro, comienza con la primera entrada vocal solamente acompañada por el continuo, las primeras entradas de las voces están cantadas por los concertisten, el coro se un más tarde. La música alcanza un clímax cuando el clarino toca el tema como una quinta voz que se una a las cuatro voces. El movimiento termina en secuencias libres. Mincham describe la "incesante actividad a través del movimiento musical constante" de la música, el "ritmo fragmentado" del contrasujeto y la "jadeante urgencia" de la coda.
4. Die Heuchelei ist eine Brut
El siguiente recitativo, Die Heuchelei ist eine Brut (La hipocresía es un engendro), es similar al primero en estructura, pero acompañado por la cuerda subrayando sobre todo en los pulsos fuertes. El arioso final, sin la cuerda, destaca la oración "Der liebe Gott behüte mich dafür!" (¡Que mi amado Dios me libre de él!).
5. Treu und Wahrheit sei der Grund
La última aria, Treu und Wahrheit sei der Grund (Que la lealtad y la verdad sean la base), va acompañada por dos oboes d'amore, que interpretan una extensa introducción "lastimera" que se repetirá a modo de postludio. La voz retoma su motivo inicial. La voz de tenor canta una inusual línea de coloratura cuando el texto concluye con "Macht uns Gott und Engeln gleich" (nos hace semejantes a Dios y los ángeles), que posiblemente representa la multitud del ejército celestial.
6. O Gott, du frommer Gott
El coral de cierre, O Gott, du frommer Gott (Oh Dios, piadoso Dios), tiene ocho líneas escritas en un arreglo homofónico a cuatro voces, que van ricamente enmarcadas por interludios orquestales y acompañadas por los instrumentos. Bach encontró el estilo del tratamiento del coral en obras de su predecesor en Leipzig, Johann Kuhnau. La última oración pide "ein unverletzte Seel" (un alma inmaculada) "und rein Gewissen" (y una conciencia limpia).

## Discografía selecta
De esta pieza se han realizado una serie de grabaciones entre las que destacan las siguientes.
- 1952 – Bach Made in Germany Vol. 1: Cantatas VI. Günther Ramin, Thomanerchor, Gewandhausorchester, Eva Fleischer, Gert Lutze, Hans Hauptmann (Leipzig Classics)
- 1973 – J.S. Bach: Das Kantatenwerk Vol. 2. Nikolaus Harnoncourt, Wiener Sängerknaben, Chorus Viennensis, Concentus Musicus Wien, Paul Esswood, Kurt Equiluz, Max van Egmond (Teldec)
- 1975 – Bach Cantatas Vol. 3. Karl Richter, Münchener Bach-Chor, Münchener Bach-Orchester, Anna Reynolds, Peter Schreier, Dietrich Fischer-Dieskau (Archiv Produktion)
- 1978 – Die Bach Kantate Vol. 41. Helmuth Rilling, Gächinger Kantorei, Bach-Collegium Stuttgart, Arleen Augér, Helen Watts, Adalbert Kraus, Wolfgang Schöne (Hänssler)
- 1997 – J.S. Bach: Complete Cantatas Vol. 7. Ton Koopman, Amsterdam Baroque Orchestra & Choir, Bogna Bartosz, Gerd Türk, Klaus Mertens (Antoine Marchand)
- 1998 – J.S. Bach: Cantatas Vol. 9. Masaaki Suzuki, Bach Collegium Japan, Robin Blaze, Gerd Türk, Chiyuki Urano (BIS)
- 2000 – Bach Cantatas Vol. 3. John Eliot Gardiner, Monteverdi Choir, English Baroque Soloists, Nathalie Stutzmann, Paul Agnew, Nicolas Testé (Soli Deo Gloria)
- 2000 – Bach Edition Vol. 21: Cantatas Vol. 12. Pieter Jan Leusink, Holland Boys Choir, Netherlands Bach Collegium, Sytse Buwalda, Marcel Beekman, Bas Ramselaar (Brilliant Classics)